# Mario Pulvirenti
Mario Pulvirenti (Roma, 30 marzo 1946) è un matematico italiano.

## Biografia
Consegue la laurea in fisica nel  1970 presso la Università degli studi di Roma "La Sapienza", dove attualmente è professore emerito di Fisica Matematica.
Considerato uno dei massimi esperti a livello internazionale della Equazione di Boltzmann  e di Meccanica statistica ha ottenuto nel 2006 un importante premio dalla Accademia dei Lincei.
Ha insegnato presso l'Università degli Studi dell'Aquila e l'Università degli Studi di Camerino, è stato invitato a svolgere ricerche presso prestigiose Università tra cui l'École Normale Supérieure e l'Institut des Hautes Études Scientifiques a Parigi e la Rutgers University. 
Nel 2006 è stato invitato come "Invited Speaker" al Congresso dell‘ International Congress of Mathematicians tenutosi a Madrid. 
È stato membro del Comitato Direttivo dell'Istituto Nazionale di Alta Matematica dal 2007 al 2011.